# Наполеон (орудие)
«Наполеон» (фр. Canon obusier de campagne de 12 modele 1853; США: 12-pounder Napoleon), также известное как «Canon de l’Empereur», представляло собой тип пушки-гаубицы, разработанный во Франции в 1853 году. Эффективность и многофункциональность этого орудия — которое могло вести огонь ядрами, снарядами и картечью — привело к тому, что оно быстро заменило все предыдущие виды орудий.
Орудие получило прозвище «Наполеон» по имени французского президента и императора Наполеона III.

## В американской армии
Этот тип гаубиц получил распространенное английское название «12-pounder Napoleon Model 1857». Это было первое орудие, которое было использовано в Американской Гражданской войне. За время войны Север произвел около 1100 орудий, Юг — около 600. В сражении при Энтитеме (1862) армия Конфедерации использовала 27 «наполеонов», федеральная армия — 108. Под Геттисбергом федеральная армия использовала 360 орудий различных типов, из них 142 были «Наполеоны».
«12-фунтовый Наполеон» в армии любили, он был безопасен в обращении, надежен и обладал хорошей убойной силой, особенно на коротких дистанциях. Это было последнее бронзовое орудие на вооружении американской армии. Федеральные «наполеоны» отличаются расширением на конце ствола, которое называлось «muzzle swell». «Наполеоны» Конфедерации выпускались примерно в шести вариантах, и в основном с гладким концом ствола, однако сохранилось шесть орудий с расширенным концом.
Нарезное орудие Паррота было более совершенным, но имело ряд недостатков — например, слишком сильно вбивало гранату в землю, что снижало убойную силу взрыва. Также были проблемы с корректировкой огня дальнобойных орудий, поэтому в армии больше любили привычные «Наполеоны».
Самым распространенным из них [гладкоствольных орудий] был «Наполеон» — гладкоствольная 12-фунтовая пушка, предназначенная для легких батарей и поставленная на их вооружение в 1857 году. Прицельная дальность огня из такого орудия составляла от 800 до 1000 ярдов (в зависимости от снаряда), а максимальная дальность стрельбы ядром превышала милю. Использовались и более легкие гладкоствольные системы, например, 6-фунтовая бронзовая пушка образца 1841 года. Свою надежность и эффективность она доказала еще в Мексиканскую кампанию и на полях сражений гражданской войны была по-прежнему уместной. Но потеснить «Наполеон», одинаково любимый северянами и южанами, она не могла.

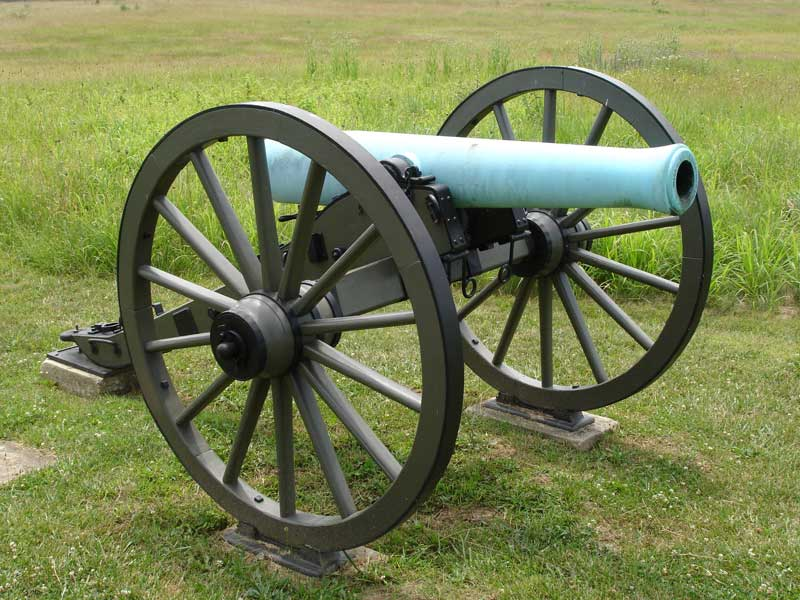
M1857 12-фунтовый «Napoleon»
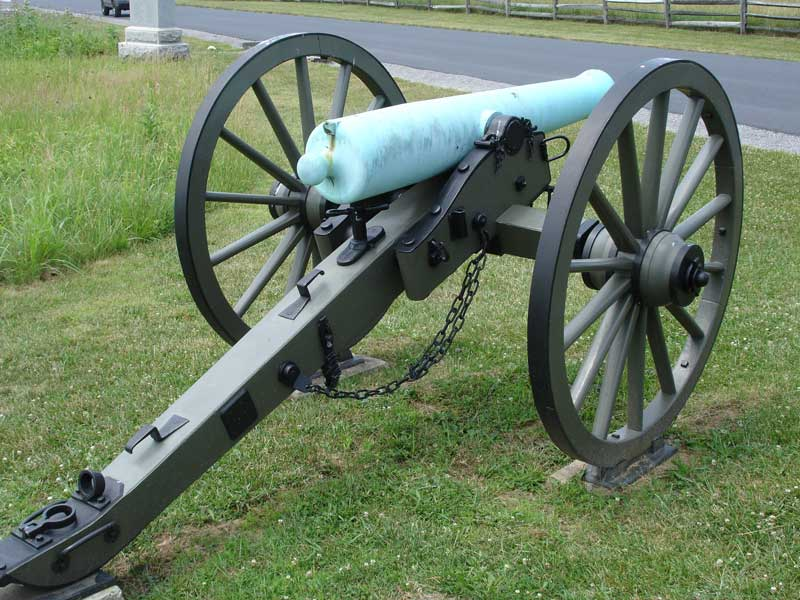
M1857 12-фунтовый «Napoleon»
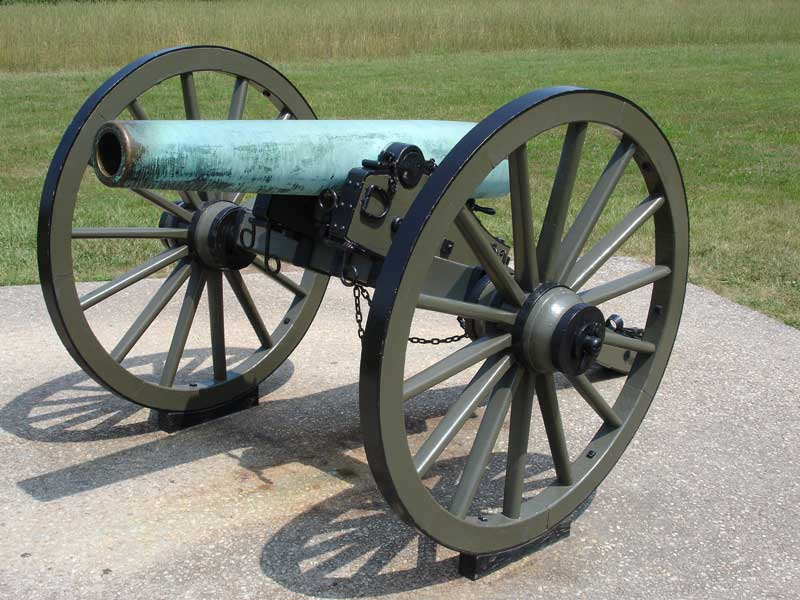
12-фунтовый «Napoleon» армии Конфедерации.
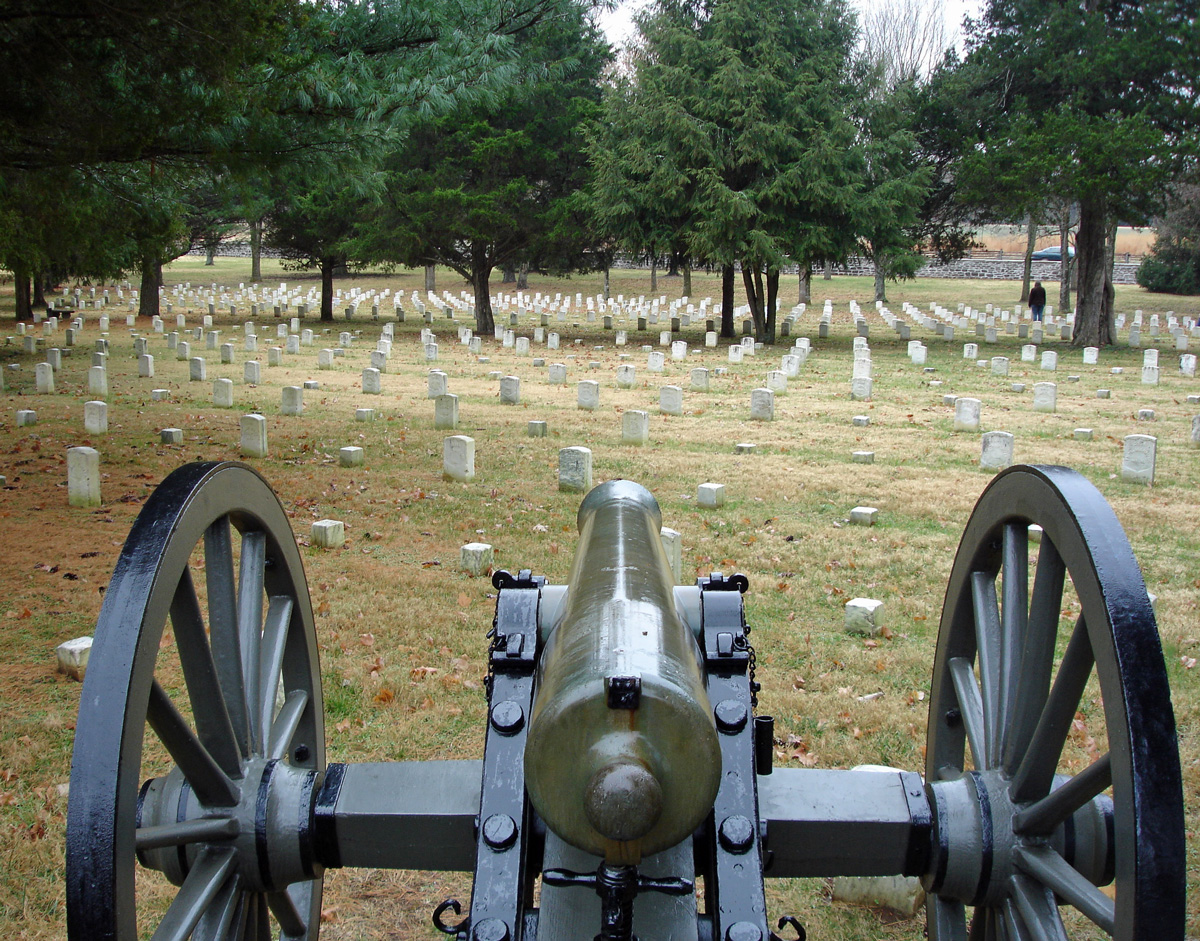
«Napoleon» на кладбище Стоун-Ривер.